# 劉漢華夫人童軍訓練中心
劉漢華夫人童軍訓練中心位於香港跑馬地藍塘道61號，是一所專為童軍及領袖進行戶外訓練活動的場地。該中心現由港島第十四旅負責管理，同時亦作為該旅之總部。